# Mable Esendi
Mable Esendi (* 1961) ist eine ehemalige kenianische Sprinterin, die sich auf den 400-Meter-Lauf spezialisiert hat. 1984 wurde sie in Rabat Afrikameisterin in der 4-mal-100- und in der 4-mal-400-Meter-Staffel.

## Sportliche Laufbahn
Mable Esendi startete 1984 bei den Afrikameisterschaften in Rabat und gewann dort in 54,88 s die Silbermedaille im 400-Meter-Lauf hinter ihrer Landsfrau Ruth Atuti. Zudem gewann sie mit der kenianischen 4-mal-100-Meter-Staffel in 46,18 s gemeinsam mit Esther Kawaya, Joyce Odhiambo und Atuti die Goldmedaille und siegte auch mit der 4-mal-400-Meter-Staffel in 3:37,76 min gemeinsam mit Justina Chepchirchir, Esther Kawaya und Ruth Atuti.